# 트락토르 첼랴빈스크
트락토르 첼랴빈스크(러시아어: Трактор Челябинск)는 1947년 창단된 러시아 첼랴빈스크의 프로 아이스하키팀이다. 현재 콘티넨탈 하키 리그에 참가하고 있으며 홈구장은 트락토르 아이스 아레나이다.